# Almutâmide
Maomé ibne Abade Almutâmide (em árabe: محمد بن عباد المعتمد; romaniz.: Muhammad ibn 'Abbad al-Mu'tamid; 1040 — 1095), melhor conhecido como Almutâmide ou Almutamide (em árabe: المعتمد; romaniz.: al-Muʿtamid), foi o terceiro e último dos reis abádidas que governaram a Taifa de Sevilha no século XI e um dos poetas mais importantes de Alandalus, tendo ficado conhecido como o "rei-poeta".

## Biografia

### Príncipe de Sevilha
Nascido em Beja, em dezembro de 1039 (Rabi Alual de 431, segundo o calendário islâmico), o segundo filho de Almutadide foi originalmente batizado com o nome de seu avô, Abu Alcácime Maomé, e com o título honorífico Almoaíde Bilá, tendo adotado outros títulos ao longa da vida.
Com cerca de 12 anos, foi nomeado governador de Silves por seu pai. Aí, conheceu o poeta Abenamar, com quem criou uma forte relação de amizade e, possivelmente, romântica, ambos dedicando vários poemas um ao outro. No entanto, a foco de Abu Alcácime mudaria ao conhecer a escrava Rumaiquia (E'etemad al-Rumaikiyya), que, segundo a lenda, o encantou ao completar um verso que Abenamar não tinha sido capaz de completar. Imediatamente, comprou a bela escrava ao seu senhor e, pouco tempo depois, casou com ela, tornado-a a única esposa legítima do seu harém, algo que causou bastante tensão na sua relação com Abenamar. A influência de Abenamar e Rumaiquia na vida do filho preocupava bastante Almutadide, que acabou por forçar Abenamar a fugir do reino. Já Rumaiquia terá sido aceite depois de ser chamada a Sevilha e de aparecer perante o rei com o seu neto Abde (primogénito de Abu Alcácime) ao colo.

### Rei de Sevilha

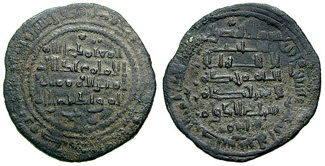
Dirrã de bilhão de Almutâmide

Em 1069, com a morte do seu pai, Abu Alcácime sobe ao trono, adotando o nome "Almutâmide", e uma das primeiras coisas que faz é nomear o seu antigo amigo Abenamar governador de Silves. Pouco tempo depois, no entanto, com a morte de ibne Zaidune, ministro de seu pai, Almutâmide nomeia Abenamar vizir do reino.
Na década seguinte, Almutâmide viu morrer o seu filho mais velho, Abade, que tinha sido nomeado governador de Córdova quando a cidade foi incorporada na coroa de Sevilha em 1070. Foi nesta cidade que Abade acabaria por morrer em batalha contra os exércitos de Almamune de Toledo cinco anos depois (Almutâmide não descansou até reconquistar a cidade em 1078 para vingar o seu filho). No início da década de 1080, com o aumento do território cristão, Alandalus entrou em declínio, em grande parte devido à intensificação das pressões existentes sobre as Taifas e a exigência de tributos cada vez mais elevados a Afonso VI de Leão. Em 1082, Almutâmide terá tentado pagar a Afonso VI em moeda falsa, tendo crucificado o seu enviado, o judeu ibne Salibe quando este protestou. Por vingança, Afonso VI invadiu as terras de Sevilha até chegar a Tarifa, no extremo sul da península. Para piorar a situação, Almutâmide foi traído pelo seu amigo Abenamar, que, ao conquistar Múrcia, cortou relações com o rei de Sevilha e tentou tornar-se autónomo. No entanto, caiu do poder rapidamente, acabando por ser aprisionado em Sevilha, onde foi o próprio Almutâmide a matar o poeta.

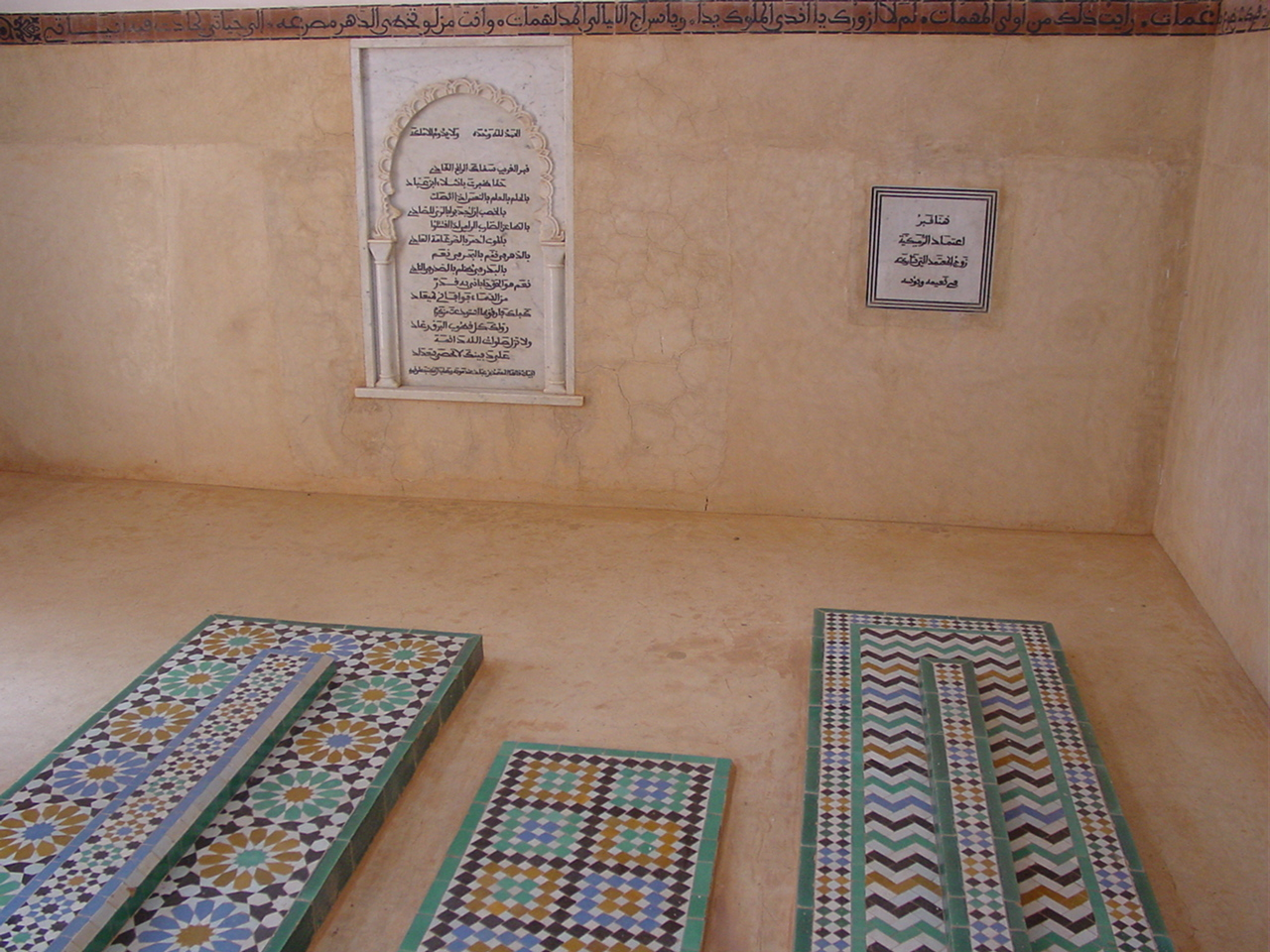
Túmulo de Almutâmide e Rumaiquia, em Agmate

Com a conquista de Toledo por Afonso VI em 1085 e a existência das taifas em risco, os reis muçulmanos pediram apoio aos Almorávidas do norte de África contra a ameaça cristã. O emir dos Almorávidas, Iúçufe ibne Taxufine, viajou então com as suas tropas para Alandalus, ajudando Almutâmide e os outros reis muçulmanos a derrotar os cristãos em 1086 na Batalha de Zalaca. Taxufine voltou ao seu reino posteriormente, contudo os reinos muçulmanos viram em Taxufine uma oportunidade de finalmente se libertarem da opressão cristã e voltaram a pedir a sua ajuda para a tomada de Aledo, dois anos depois. Desta vez, no entanto, não foram bem sucedidos, e o exército de Afonso VI conseguiu repelir os seus esforços. Finalmente, em 1090, Taxufine voltou a Alandalus, desta vez não se aliando com os reis das taifas, mas tentando conquistá-las. Almutâmide demorou até se aperceber do perigo, tendo inclusive felicitado Taxufine após a sua conquista da Taifa de Granada, mas, em 1091, o emir Almorávida chegou a Sevilha. Almutâmide ainda terá pedido apoio a Afonso VI, mas em vão, tendo sido derrotado e feito prisioneiro, desterrado para Agmate, perto de Marraquexe. Passaria os últimos quatro anos da sua vida aprisionado, dedicando-se à atividade poética.

## Legado
Atualmente, existe um festival itinerante de música árabo-andalusina [es], o Festival de Música Al-Mutamid, que já soma mais de 20 edições e foi nomeado em homenagem ao rei poeta.‌